# 漢敬陵
漢敬陵是东汉皇帝汉章帝与他的皇后窦氏的合葬墓，位于洛阳东南的洛南东汉帝陵区域。按照《后汉书·肃宗孝章帝纪第三》的记载漢敬陵建成后陵前没有庙宇（“遗诏无起寝庙”），后来的考古勘察在陵墓附近也没有发现任何砖瓦。今天陵前的石碑是清朝的时候设立的。